# 신경쇠약 직전의 뱀파이어
《신경쇠약 직전의 뱀파이어》(Der Vampir auf der Couch)는 2015년에 대한민국에서 개봉된 영화이다.

## 출연
- 토비아스 모레티 - 게차 폰 쾨츠스뇜 백작
- 제넷 하인 - 엘사 폰 쾨츠스뇜 백작부인
- 코넬리아 이반칸 - 루시
- 도미니크 올리 - 빅토르
- 데이빗 베넨트
- 칼 피셔 - 지그문트 프로이트